# Sud-est d'Alaska

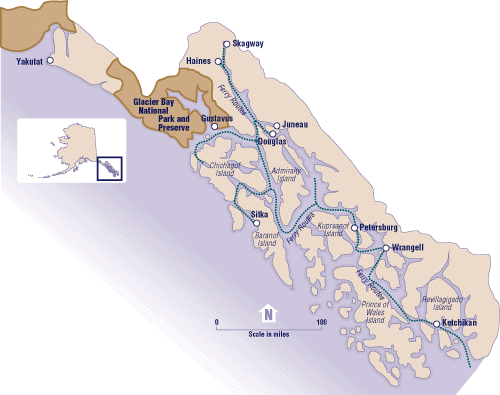
Sud-est d'Alaska i les rutes de ferri de l'Autopista Marina d'Alaska

El sud-est d'Alaska, coneguda també pel seu nom informal com Panhandle d'Alaska, és la regió al sud-est de l'estat d'Alaska als Estats Units, limita a l'oest de la part nord de la província canadenca de Colúmbia Britànica. La major part de la regió és part del Bosc Nacional Tongass, el bosc nacional més gran dels Estats Units. En molts llocs, la frontera internacional se situa al llarg de les Serralades Boundary de les Muntanyes Costaneres. La regió és coneguda pel seu clima temperat i plujós i pels seus paisatges.

## Geografia

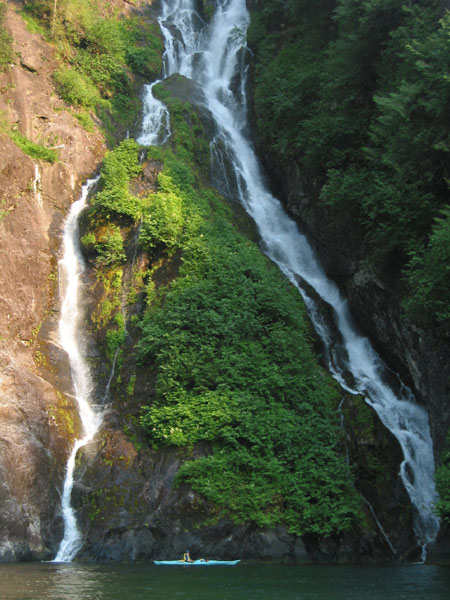
Cascada Misty Fjords

El sud-est d'Alaska és la zona terminal del passatge interior, un conjunt de canals formats entre illes i fiords que comença a l'estret de Puget a l'estat de Washington. Aquest era un important corredor per als pobles tlingit i haida, igual que per als vaixells de vapor en l'època de la febre de l'or. Actualment és una important ruta pels ferris de l'Autopista Marina d'Alaska igual que per a creuers. La regió compta amb una àrea 91.000 km² i inclou sis boroughs o districtes i tres àrees censals, a més d'una part del Borough de Yakutat situat a l'est de la longitud 141° oest. Encara que solament representa el 6,14% de l'àrea total de l'estat d'Alaska, és més gran que l'estat de Maine, i gairebé tan gran com l'estat d'Indiana. La costa del sud-est d'Alaska és gairebé tan llarga com la costa occidental del Canadà. Segons el cens de l'any 2000, la seva població era de 72.954 habitants, dels quals un 42 per cent estaven concentrats a la ciutat de Juneau.
Els boroughs i àrees censals que estan dins d'aquesta regió són:
- Borough de Haines
- Borough de Hoonah-Angoon
- Borough de Juneau
- Borough de Ketchikan Gateway
- Àrea censal de Petersburg
- Àrea censal de Prince of Wales-Hyder
- Borough de Sitka
- Borough de Skagway
- Borough de Wrangell
- Borough de Yakutat (la part aquest del meridià 141° oest; 12,506.53 km² o aproximadament 63,12 per cent del borough)

A més, la regió inclou el Bosc Nacional Tongass, el Parc Nacional Glacier Bay, el Monument Nacional d'Admiralty Island, el Monument Nacional de Misty Fjords, el passatge interior d'Alaska, i un gran nombre d'illes grans i petites. Les illes més grans, de nord a sud, són l'Illa Chichagof, l'Illa del Almirantazgo, l'Illa de Baranof, l'Illa de Kupreanof, l'Illa de Revillagigedo i l'Illa del Príncep de Gal·les. Les masses d'aigua més grans del sud-est d'Alaska inclouen la Badia de les Glaceres, el Canal de Lynn, l'estret Gelat, l'Estret de Chatham, el Passatge de Stephens, l'Estret de Frederick, l'Estret de Sumner i l'Estret de Clarence.
El 20 d'agost de 1902, el president Theodore Roosevelt va establir la Reserva Forestal de l'Arxipèlag Alexander, la qual forma el cor del Bosc Nacional Tongass que cobreix la major part de la regió.
A causa de la naturalesa extremadament escarpada i muntanyenca del sud-est d'Alaska, gairebé totes les comunitats (amb l'excepció de Hyder, Skagway i Haines) no tenen connexions terrestres amb l'exterior, la qual cosa converteix al transport aeri i marítim en els mitjans més importants. L'Autopista Marina d'Alaska passa per aquesta regió.

### Transport
Alaska Airlines és des de lluny la línia aèria més important de la regió, i l'Aeroport Internacional de Juneau és el hub principal per a tot el sud-est de l'estat, mentre que l'Aeroport de Ketchikan fa les funcions d'aeroport secundari per al sud d'Alaska. L'aerolínia d'Alaska Bush i altres serveis de taxi aeris proveeixen serveis per a les comunitats més petites i aïllades a la regió.
El transport marítim a la regió és proveït per l'empresa pública Autopista Marina d'Alaska i per l'Inter-Island Ferri Authority de l'Illa del Príncep de Gal·les. Companyies petites com l'Allen Marine de Sitka i altres operadors independents del Canal de Lyn ofereixen serveis de transport de passatgers a vegades. El tràfic de vaixells a la zona és pesat durant la temporada de creuers.

## Ecologia
El sud-est d'Alaska comprèn un bosc plujós de clima temprat dins de la zona de boscos plujosos del Pacífic, classificat com una sistema d'ecoregió pel Fons Mundial per la Natura, el qual s'estén des del nord de Califòrnia fins a l'Estret del Príncep Guillem. Les espècies més comunes d'arbres són el sitka spruce i el western hemlock. La fauna de la zona inclou ossos bruns, ossos negres, el llop de l'Arxipèlag Alexander (una espècie endèmica), el cérvol de cua negra de Sitka, balenes geperudes, orques, cinc espècies de salmó, àguiles calbes, i ànecs arlequí, entre d'altres.

## Cultura

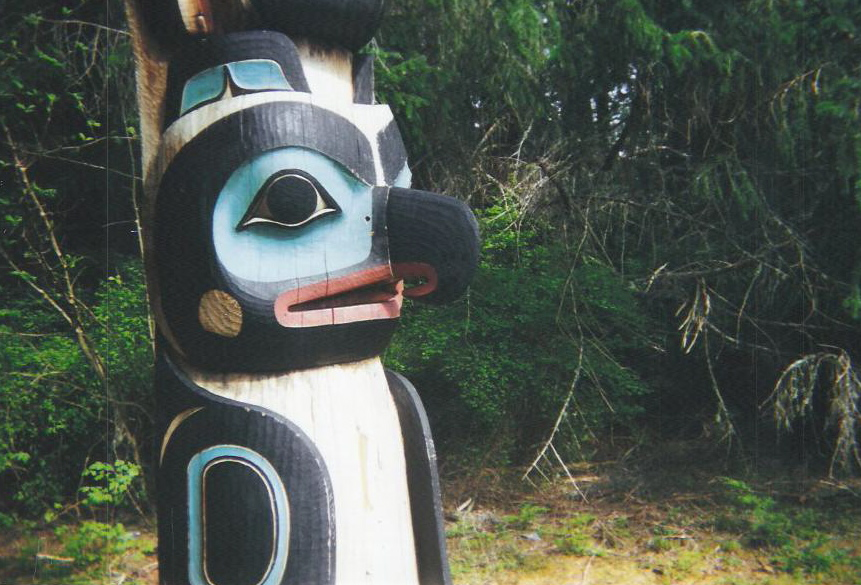
Tòtem al Parc Històric Nacional de Sitka.

La zona és la terra ancestral del poble tlingit, i el lloc d'assentament històric del poble haida, a més d'un assentament modern del poble Tsimshian. La regió està lligada estretament a Seattle i cultural i econòmicament al Pacífic Nord-oest.
Les indústries més importants del Sud-est d'Alaska inclouen la pesca comercial i el turisme (principalment els creuers). La indústria de la fusta ha estat una important indústria en el passat, però ha tingut un important declivi constant a causa de la competència que té amb altres regions, especialment després del tancament de les serradores més grans de la zona.

## Història
La frontera entre la província canadenca de Colúmbia Britànica i Alaska va ser definida en el que es coneix com la disputa limítrofa d'Alaska, on els Estats Units, Canadà, el Regne Unit i la província canadenca van reclamar línies frontereres diferents en el Panhandle d'Alaska. Mentre que els ministres d'exteriors del Regne Unit tendien a afavorir l'argument canadenc, aquest esdeveniment va acabar afavorint la posició estadouniense amb el suport del Regne Unit, en el que alguns al Canadà van considerar una traïció i va provocar certa animositat cap als britànics per part de la nova nació canadenca.